# All I Want (For Christmas)
All I Want (For Christmas) é uma canção do cantor britânico Liam Payne. Foi lançada em 25 de outubro de 2019 pela Capitol Records como o sétimo single de seu primeiro álbum de estúdio, LP1.

## Vídeo musical
O videoclipe de "All I Want (For Christmas)" foi lançado em 29 de novembro de 2019. Com imagens em preto e branco, Payne mostra todo o seu lado sentimental enquanto canta sobre conseguir "consertar" um amor durante a época de fim de ano.

## Desempenho nas tabelas musicas
| Tabela musical (2019)                            | Melhor posição |
| ------------------------------------------------ | -------------- |
| Bélgica (Ultratop 50 Flanders)                   | 30             |
| Irlanda (IRMA)                                   | 98             |
| Nova Zelândia Hot Singles (RMNZ)                 | 18             |
| Reino Unido UK Singles (Official Charts Company) | 73             |

## Histórico de lançamento
| Região | Data                  | Formato(s)                 | Gravadora       | Ref.   |
| ------ | --------------------- | -------------------------- | --------------- | ------ |
| Mundo  | 25 de outubro de 2019 | Download digital streaming | Capitol Records | [ 14 ] |